# 가잔 칸
가잔 칸(페르시아어: غازان خان, 1271년 11월 5일 ~ 1304년 5월 11일)은 몽골 제국 훌레구 울루스의 제7대 칸(재위 : 1295년 ~ 1304년)이다. 서구의 사학자들은 그를 카사누스(Casanus)라 언급한다. 가잔은 아르군과 쿠틀루크 카툰(Quthluq Khatun)의 아들이자 아바카의 손자이며 칭기스 칸의 직계 자손이었다. 가잔은 1295년 칸의 자리에 올랐을 때 이슬람교로의 정치적 개종과 이맘 이븐 타이미야와의 만남으로써 서아시아 몽골인의 주요 종교의 전환점을 만들어주었다. 그의 아내는 쿠쿠친(Kököchin)으로, 원래는 아버지인 아르군이 죽기 전 약혼했던 몽골 공주였다.
가잔의 치세 동안 훌레구 울루스는 이집트의 맘루크 왕조와 시리아를 두고 전쟁을 벌였고, 투르크-몽골의 차가타이 울루스와도 충돌이 있었다. 전임자들은 프랑크인들과 동맹을 맺으려 했던 시도가 실패했지만, 가잔은 계속 유럽과 외교적 접촉을 추구했다. 가잔은 수준 높은 교양을 지닌 군주로서 여러 언어를 구사할 수 있었고 많은 취미가 있었으며, 통화 표준화나 재정 정책 등 훌레구 울루스의 많은 부분을 개혁하려고 했다.

## 어린 시절

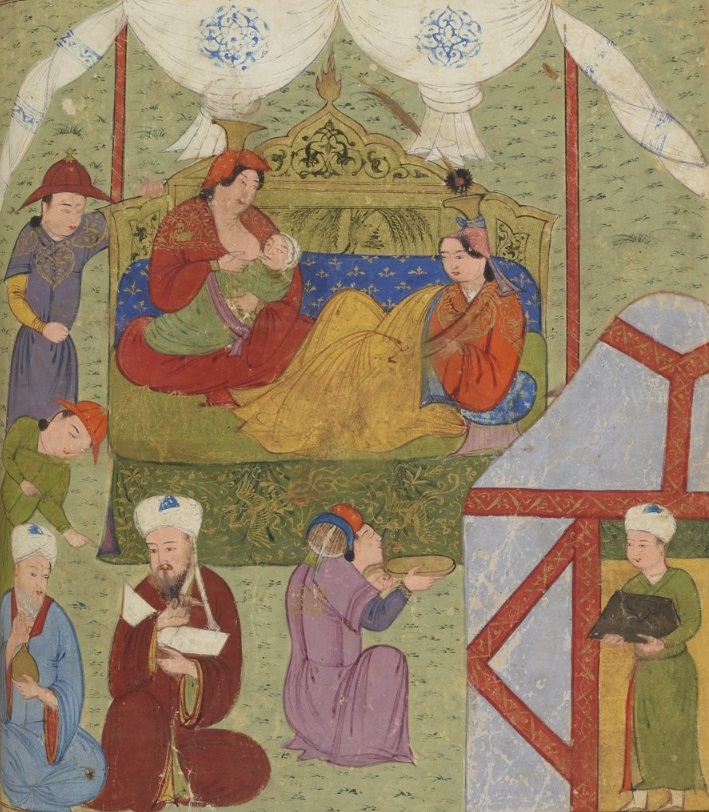
모유 수유를 받고 있는 가잔.

가잔이 태어났을 때 몽골 제국 훌레구 울루스의 지도자는 그의 조부인 아바카 한이었다. 가잔의 아버지 아르군은 아바카 한에 의해 후라산에 파견된 아미르였다. 가잔은 아르군의 장남으로, 두르벤 출신의 쿠틀루크 카툰의 소생이었다. 그는 아바카 한이 총애하는 아내 불루칸 카툰의 오르도에서 자랐다.
가잔은 그의 형 울제이투와 마찬가지로 불교 신자로 자랐다. 몽골인들은 전통적으로 여러 종교에 관용을 베풀었는데, 가잔의 젊었을 때 그에게 불교를 가르친 카안 울루스에서 온 승려에게 몽골 문자와 위구르 문자로 된 문서로 교육을 받았다.
1284년 테쿠데르가 폐위되고 가잔의 아버지 아르군이 칸의 자리에 올랐다. 가잔은 11세의 나이로 아미르가 되고, 불루칸 카툰 오르도의 다른 이들과 후라산으로 옮겼다.
훌레구 이전 페르시아의 통치를 맡았던 오이라트 귀족의 아들 나우루즈(Nawruz)는 1289년 반란을 일으켰다. 나우루즈는 패퇴한 뒤 훌레구 울루스를 떠나 카이두와 동맹을 맺었다. 가잔은 이후 10년간 중앙아시아의 차가타이 울루스의 침입을 막으려 국경지대에 머물렀다.
1291년 아버지인 아르군이 죽었지만 가잔은 나우루즈의 침입을 막으며 후라산과 니샤푸르의 반란과 기아를 다루느라 재위를 주장하기 힘든 상황이었다. 선대 세 세대의 칸을 보좌했고 아르군의 죽음과 모종의 연관이 있을 것이라 추정되는 군 사령관 타가차르(Taghachar)는 가잔의 삼촌 가이하투를 새로운 칸으로 지지했다. 가잔은 가이하투에게 충성했지만, 후라산의 날씨가 종이를 다루기에는 너무 습하다는 이유를 들어 가이하투가 지폐를 도입하려는 정책은 거절했다. 1294~1295년 가잔은 니샤푸르에서 나우루즈의 항복을 받아냈고, 나우루즈는 가잔의 부관이 되었다.
가이하투 제위기에 가잔은 쿠쿠친을 아내로 맞이한다. 쿠쿠친은 마르코 폴로도 끼어 있었던, 카안 울루스에서 넘어오는 카라반을 통해 이란 지역으로 넘어왔다. 쿠쿠친은 원래 가잔의 아버지 아르군과 약혼했으나, 쿠쿠친이 먼 길을 이동하는 동안 아르군이 죽었기에 대신 아르군의 아들 가잔과 결혼했다.

## 재위

### 이슬람으로의 개종
1295년 타가차르와 그 추종자들은 아르군에 이어 가이하투까지 암살하여 자신들이 통제하기 쉬운 가잔의 사촌 바이두를 칸의 자리에 앉혔다. 바이두는 허수아비에 불과했고, 타가차르 일파는 훌레구 울루스를 자신들이 원하는 대로 나누었다. 몇 달 안에 가잔은 바이두에게 대항하여 1295년 10월 5일 바이두를 처형했다. 가잔은 이전에는 적이었던 무슬림 몽골 아미르 나우루즈의 도움을 받아 거사를 성공시킬 수 있었다. 가잔은 1295년 6월 16일 이슬람교로 개종했다. 이는 나우루즈의 군사적 지원을 조건으로 이루어진 것으로, 이브라힘 이븐 무함마드 이븐 알무아이드 이븐 하마웨이 알쿠라사니 알주와이니(Ibrahim ibn Muhammad ibn al-Mu'ayyid ibn Hamaweyh al-Khurasani al-Juwayni)에 의해 이루어졌다. 타가차르도 가잔을 도왔으나, 가잔은 타가차르를 믿을 수 없다고 여겨 그를 아나톨리아로 추방했고, 이후 암살했다.
개종의 일환으로서 가잔은 그의 이름을 이슬람식인 '마흐무드'로 바꾸었고, 이슬람교는 몽골 영토에서 세를 불리기 시작했다. 그는 다양한 종교에 관용을 베풀었다. 그는 기존 몽골의 문화가 번성할 수 있도록 했고, 시아파에 관용을 베풀었으며, 속국이었던 조지아와 아르메니아 왕의 종교를 존중했다. 가잔은 조상들의 관용 정책을 이어받은 것이다. 가잔은 일부 불교 승려들이 그들의 사원이 일찍이 파괴되었기 때문에 이슬람으로 개종하는 척 했다는 것을 알자, 자유롭게 불교 신앙을 지키면서 다른 불교도들과 함께 생활할 수 있는 티베트로 돌아가고자 하는 자는 돌아갈 수 있도록 허가해주었다. 야삭은 유지되었고, 몽골 샤먼들은 가잔의 치세와 그의 동생이자 후계자인 울제이투의 치세에 여전히 정치적으로 영향력을 누릴 수 있었다. 하지만 울제이투 사후 이전 몽골의 전통은 결국 점점 쇠퇴했다. 가잔 재위기 다른 종교적 격변은 나우루즈에 의해 촉발되었다. 나우루즈는 훌레구 울루스의 다른 종교에 대해 적대하는 칙령을 내렸다. 나우루즈의 추종자들은 불교도와 기독교도를 박해하여 이란 지역의 불교가 다시는 회복되지 못했고, 마라게의 기독교 성당은 약탈당했고, 타브리즈와 하마단의 교회는 파괴되었다. 가잔은 기독교들을 지즈야에서 면제해주는 포고를 발행하여 이러한 탄압을 멈추게 했고, 1296년 기독교 주교 마르 야발라하 3세(Mar Yaballaha III)를 다시 세웠다. 1297년 5월 가잔은 나우루즈 일파를 반역죄로 체포했고, 그 해 말 나우루즈를 목표로 진군했다. 당시 나우루즈는 후라산 지역 군대의 사령관이었다. 가잔의 군대는 니샤푸르 인근 전투에서 승리했다. 나우루즈는 헤라트의 말리크(Malik, 왕)의 조정에 피신했지만, 말리크는 나우루즈를 배신해 그를 가잔에게 보냈다. 가잔은 결국 8월 13일 나우루즈를 바로 처형했다.
가잔은 곧바로 상황을 통제하고자 했고, 1298년 이슬람으로 개종한 유대인 라시드웃딘을 재상으로 세웠다. 라시드웃딘은 이 직책을 1318년까지 20년 동안이나 맡게 되었다. 가잔은 또한 라시드웃딘에게 『집사(Jami' al-tawarikh)』라고 불리는 몽골과 몽골 왕조의 역사서를 편찬을 맡겼다. 여러 해 동안의 발전을 거쳐 이 편찬 작업은 아담 이후 세계 전체의 역사를 다루는 작업이 되었고, 가잔의 뒤를 이은 울제이투의 시기에서야 완성되었다. 여러 판본이 완성되었지만 현재 남아있는 것은 그 중 일부뿐이다.

### 다른 울루스와의 관계
가잔은 주치 울루스와의 관계는 개선했지만, 중앙아시아의 우구데이계와 차가타이계는 계속해서 훌레구 울루스와 그 동맹이자 주군인 카안에게 심각한 위협이 되었다. 차가타이 울루스의 두아는 가잔이 즉위했던 1295년에 후라산을 침공했다.
가잔은 두아에 대항해 그의 친척 둘을 파견했지만 그들은 도망하고 말았다. 배신자들이 체포되고 처형되자, 다른 주요 몽골 귀족들이 가잔의 편에서 뜨기 시작했다. 잘라이르(Jalair)의 발투(Baltu)와 오이라트의 술레미시(Sulemish)는 1296년과 1299년 튀르키예에서 반란을 일으켰다. 이 몽골 반란군들은 가잔에게 패배했지만, 술레미시가 이집트의 맘루크 왕조를 아나톨리아로 맞이함으로써 가잔이 시리아를 침공하는 계획은 미루어지게 되었다. 1296년에는 큰 규모의 오이라트 무리가 가잔의 분견대를 격파하고 시리아에서 달아났다. 이 반란들과 함께 차가타이 울루스의 네구데리(Negüderi)가 침공하여 가잔이 시리아에서 군사 작전을 펼치는데 어려움을 겪게 했다.
가잔은 중국의 카안과 주치 울루스와는 강한 유대관계를 유지했다. 1296년 쿠빌라이의 후계인 테무르 카안은 몽골 지배 페르시아로 군 사령관 바이주(Baiju)를 파견했다. 5년 후 가잔은 그의 몽골인·페르시아인 가신을 중국으로 보내 중국 내 훌레구의 몫에 해당하는 수입을 징수했다. 가잔이 보낸 가신들은 중국에서 테무르에게 조공을 바쳤고, 몽골 유라시아를 관통하는 문화 교류에 관여했다. 또, 가잔은 다른 몽골 칸들을 불러 테무르 카안 아래로 그들의 힘을 합할 것을 청하기도 했다. 이에 가잔은 카이두의 적인 백장 칸국의 바얀(Bayan)의 지지를 얻었다.
가잔의 조정에는 중국인 의사들도 활동했다고 한다.

### 맘루크 왕조와의 전쟁
가잔은 유럽인 및 십자군과의 공통의 적이었던 이집트의 맘루크 왕조에 대항하기 위해 프랑크인과 동맹을 맺으려는 외교적 통신에 관여한 일련의 몽골 지도자 중 하나였다. 그는 이미 기독교 속국인 킬리키아의 아르메니아 왕국이나 조지아의 군사력을 이용한 바가 있었다. 이 계획은 가잔의 군대, 기독교 군사 기사단, 키프로스의 귀족 간의 작전을 조직해 이집트인을 패퇴시키고 예루살렘을 유럽인들에게 넘겨주려는 것이었다. 당시에는 피사인 이솔(Isol the Pisan)이나 부스카렐로 데 기졸피(Buscarello de Ghizolfi) 같은 유럽인들이 가잔을 위해 일했으며, 때때로 고위직을 차지하기도 했다고 한다. 수백의 유럽 모험가들이 몽골 지도자를 섬기는 데에 관여했다. 역사가 피터 잭슨(Peter Jackson)에 따르면, 14세기 유럽에서는 몽골 문화에 대한 일종의 유행(vogue)이 일어나 이탈리아의 많은 아이들의 이름이 가잔 같은 몽골 지도자의 이름을 따서 지어졌다고 한다. 당시 '칸 그란데(대칸)', '알라오네(훌레구)', '아르고네(아르군)', '카사노(가잔)' 같은 이름이 많이 기록되었다고 한다.
1299년 10월 가잔은 군대를 시리아로 진군시키고 기독교도들에게 동참할 것을 종용했다. 가잔의 군대는 알레포를 점령했고, 그곳에서 그의 속국 킬리키아의 아르메니아 왕국의 왕이었던 헤툼 2세(Hethum II)와 합류했다. 헤툼 2세의 군대에는 성전기사단과 구호기사단 세력도 속해 있었으며, 이들은 이후 공격에 참여했다. 몽골과 몽골의 동맹군은 1299년 12월 23일(혹은 24일) 와디 알카잔다르(Wadi al-Khazandar) 전투에서 맘루크 군대를 패퇴시켰다. 몽골군의 한 부대는 가잔 군에서 떨어져 나와 퇴각하는 맘루크 군대를 가자까지 추격했고, 이들을 이집트까지 쫓아보냈다. 가잔의 군대는 다마스쿠스까지 진군했다. 다마스쿠스 요새는 계속 저항했지만, 도시는 1299년 12월 30일에서 1300년 1월 6일 사이에 항복했다. 가잔의 군대는 말의 사료 문제로 추정되는 문제로 인해 2월에 대부분 퇴각했다. 가잔은 1300년에서 1301년으로 넘어가는 겨울에 돌아와 이집트를 공격할 것이라고 약속했다. 몽골군 장군 물라이(Mulay) 휘하의 1만 기병은 시리아를 통치하기 위해 짧은 기간 남겨진 뒤 퇴각했다.
가잔은 맘루크 왕조에게 두려움과 경멸의 대상이었다. 맘루크조는 가잔이 다마스쿠스 공격을 그칠 것을 설득하기 위해 1300년 1월 가잔이 야영하고 있던 안나벡(al-Nabk)으로 이븐 타이미야를 포함한 뛰어난 학자와 이맘으로 이루어진 사절단을 파견했다. 이븐 타이미야는 1301년 8월 다마스쿠스에서 가잔을 만난 것으로 보인다. 한 번 아래와 같이 말을 했던 이븐 타이미야를 제외하면 학자들 가운데 아무도 감히 가잔에게 말을 하지 못했다고 전해진다.
"당신은 당신이 무슬림이며, 무에진, 무프티, 이맘, 셰흐와 함께 한다고 주장합니다. 하지만 당신은 무엇을 위해서 우리를 침략해서 우리의 나라에 이르렀습니까? 당신의 아버지와 당신의 할아버지인 훌레구는 불신자였지만 우리를 공격하지 않았고 그들의 약속을 지켰습니다. 하지만 당신은 약속을 했음에도 약속을 어겼습니다."
이븐 하자르 알앗칼라니(Ibn Hajar al-Asqalani)는 맘루크조와 싸우면서 기독교로 개종하고 그에게 바쳐진 네스토리우스파 성당을 짓는 배반자인 몽골 지도자를 언급한다. 이 몽골 지도자는 맘루크 군대를 공격하기 위해 십자군 국가와 동맹하는 것을 선호했고, 맘루크 군대를 살육했다고 한다. 이 몽골 지도자는 다름 아닌 가잔을 묘사한 것이다.
1300년 7월 십자군은 16척의 갤리선과 작은 배들로 이루어진 작은 함대를 조직해 해안을 공격하려 했고, 가잔의 사신이 이들과 함께 이동했다. 십자군 군대는 작은 섬인 아르와드(Ruad)에 기지를 건설하려고 했고, 이곳에서 가잔의 군대를 기다리며 타르투스 공격이 감행되었다. 하지만 몽골군은 지체되었고 결국 십자군은 키프로스로 퇴각하고 만다. 십자군은 아르와드 섬에 요새를 남기고 갔는데, 이 요새는 1303년 맘루크조가 공격하여 점령한다.
1301년 2월 몽골은 6만의 군대를 이끌고 진군하지만 시리아 주변을 일부 공격해 들어가는 것 말고는 크게 할 수 있는 것이 없었다. 가잔 휘하의 장군 쿠틀루샤(Kutlushah)는 몽골인 관리가 배치되었던 다마스쿠스를 방어하기 위해 요르단 계곡에 2만 규모의 기병을 주둔시켰다. 하지만 그들은 곧 철수해야 하는 상황에 놓인다.
이어지는 겨울 공세를 위한 십자군과 같이 전개하는 작전 계획이 수립되었고, 1301년 말 가잔은 교황 보니파시오 8세에게 성지에 프랑크인 국가를 만들기 위한 군대, 사제, 농민을 파견할 것을 요청한다. 하지만 또다시 가잔은 군대를 이끌고 나타나지 않았다. 가잔은 1302년 교황에게 다시 서한을 보냈고, 가잔의 사신은 카를로 2세의 궁정에도 방문한다. 카를로 2세는 1303년 4월 27일에 구알테리우스 데 라벤델(Gualterius de Lavendel)을 사신으로 가잔의 궁정에 보낸다.
1303년 가잔은 부스카렐로 데 기졸피를 통해 에드워드 1세에게 서한을 보낸다. 이 서한에서 가잔은 그의 증조할아버지인 훌레구가 몽골이 맘루크조와 싸우는 것에 도움을 준다면 예루살렘을 프랑크인에게 줄 것이라고 약속했던 것을 반복했다. 몽골은 속국 아르메니아와 함께 쿠틀룩 콰자(Qutlugh Khwaja) 차가타이 울루스의 침략군을 격퇴하려 8만의 군대를 모았던 상태였다. 침략을 격퇴한 뒤 이 군대는 시리아로 향했다. 하지만 가잔의 군대는 1303년 4월 다마스쿠스 남쪽 마르즈 앗사파르(Marj al-Saffar) 전투에서 결정적인 패배를 당하고 만다. 이것이 몽골의 마지막 시리아 침입이었다.

### 개혁 정책

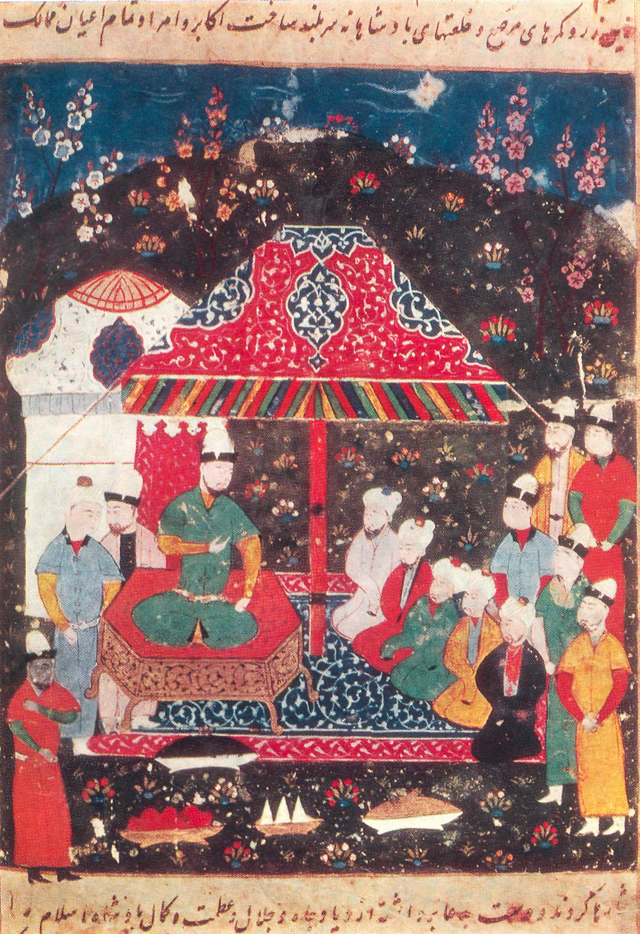
가잔 한과 신하들.

가잔은 훌레구 울루스의 전반적인 위기를 타파하기 위해 세제(稅制), 토지제(土地制), 법량형(度量衡), 문서행정 등 제반 부문에 걸친 개혁을 단행하였고, 쿠빌라이 카안 사후 종래 정치적으로 카안에 대한 종속적인 지위에서 벗어나 독자적인 군주로서의 권위를 지향하였다.
그는 고도로 교육받은 군주였다. 가잔은 언어, 농업기술, 회화, 화학 같은 취미도 가지고 있었다. 비잔틴 역사가 게오르기우스 파키메레스(Georgius Pachymeres, 1242~1310)에 따르면 '아무도 안장, 굴레, 박차, 정강이받이, 투구를 만드는 데 그를 능가할 수 없고, 그는 단련, 바느질, 윤을 내는 것도 할 수 있으며, 전쟁에서 남는 시간 동안 그러한 일들에 시간을 썼다'고 한다. 가잔은 모국어인 몽골어뿐 아니라 중국어, 아랍어, '프랑크어'(라틴어로 추정)도 구사할 수 있었다고 한다.
페르시아에 종교적으로 큰 영향을 준 것뿐 아니라, 가잔은 도량형, 통화를 통일하기도 했다. 가잔은 왕조의 재정 정책을 분명히 하기 위해 이란 지역에 새로운 인구 조사를 실시했다. 그는 황무지·미생산지·버려진 땅을 작물 재배에 다시 사용하기 시작하며, 동아시아의 작물을 도입하고 이용하게 하는 것을 강하게 장려했다. 또한 그는 참치 제도도 발전시켰다. 가잔은 숙박업소, 병원, 학교, 역참을 건설했다. 조정에서 보낸 사절은 하루 단위의 봉급을 받았고, 귀족들은 자신의 비용으로 여행을 했다. 가잔은 긴급한 군사 정보를 맡은 사절만이 역참 시스템을 이용할 수 있게 했다. 조정은 몽골 병사들에게 이크타를 수여했고, 이크타를 받은 병사들은 땅에서 나오는 생산물로 수익을 얻을 수 있었다.
가잔은 자를릭(칙령)의 반포도 개혁했다. 칙령의 형식과 등급이 나뉜 봉인을 정했고, 모든 자를릭이 조정에 문서로 보관되도록 명했다. 30년이 지난 자를릭과 파이자(pāiza, 牌子)는 취소되었다. 가잔은 두 등급의 파이자를 만들었는데, 이 파이자에는 소유자의 이름을 새겨서 마음대로 양도되는 것을 막고자 했다. 오래된 파이자는 관료 임기 말기에 반납되도록 했다.
재정 정책에서 가잔은 가잔 디나르(Ghazani dinars)를 포함하는 통일된 복본위제 화폐를 도입했다. 또한 원재료의 구매와 장인에게 지불하는 것을 조직하는 등의 구매 절차를 개혁해 훌레구 울루스에서 수공업자들에게 적용된 전통적인 몽골 정책을 대체하고자 했다. 또한 가잔은 공개된 시장에서 대부분의 무기를 구매할 수 있게 했다.
가잔은 이란과 아나톨리아의 동전에서 카안의 이름을 생략하고 자신의 이름을 새겼다. 하지만 조지아에서 그는 "카안의 이름으로 일칸 가잔이 주조함"이라는 전통적인 몽골식 문구가 새겨진 동전을 주조했다. 이는 카안 울루스의 도움을 받아 카프카스 지역의 영토를 확고히 하고자 하는 의도가 있었기 때문이다. 또한 가잔은 그가 카안 아래의 왕임을 나타내는 카안의 중국식 인장을 계속 사용했다.
가잔은 군사 분야도 개혁했다. 주로 몽골인으로 이루어진 새 호위부대가 그의 지휘 본부에 만들어졌다. 하지만 가잔은 새로운 호위부대의 정치적 중요성은 제한했다. 그는 몽골인 평민이 자신의 아이들을 노예로 팔아넘기는 것이 몽골군의 노동력 차원이나 위신 차원에 해가 된다고 판단하여 몽골인 노예 소년들을 해방시키는 예산을 모으고, 그의 재상이었던 볼라드 칭상(대칸 쿠빌라이의 사절)을 해방 몽골 노예로 이루어진 부대의 사령관으로 임명했다.
가잔은 1304년 5월 10일 사망했다. 가잔이 사망할 때, 그에게는 생존한 아들이 없었기 때문에 동생인 울제이투를 후계로 지목했다.

## 가족
배우자
가잔은 여덟 명의 아내가 있었다.
- 쿤주시캅 카툰(Kunjushkab Khatun)

- 예디 쿠르티카 카툰(Yedi Kurtika Khatun)
- 불루간 카툰 쿠라사니(Bulughan Khatun Khurasani)
- 에실 카툰(Eshil Khatun)
- 쿠쿠친 카툰(Kököchin Khatun)
- 돈디 카툰(Dondi Khatun)
- 불루간 카툰 무앗자마(Bulughan Khatun Muazzama)
- 케라문 카툰(Keramun Khatun)

아들
가잔은 두 아들이 있었다.
- 사산아 (1291년생) : 불루간 카툰 쿠라사니의 아들
- 알주 (Alju, 1298년 2월 22일 ~ 1300년 8월 20일) : 불루간 카툰 무앗자마의 아들

딸
가잔은 딸 한 명이 있었다.
- 울제이 쿠틀룩 카툰(Öljei Qutlugh Khatun) : 불루간 카툰 무앗자마의 딸. 울제이투의 아들 비스탐(Bistam)과 결혼했다가 울제이투의 아들인 아부 사이드와 재혼함.

## 계보
- 칭기스 칸
- 톨루이
- 훌레구
- 아바카
- 아르군
- 가잔